# Nadagarodes pulverata
Nadagarodes pulverata là một loài bướm đêm trong họ Geometridae.